# Argyrophylax purpurescens
Argyrophylax purpurescens är en tvåvingeart som beskrevs av Townsend 1929. Argyrophylax purpurescens ingår i släktet Argyrophylax och familjen parasitflugor.
Artens utbredningsområde är Peru. Inga underarter finns listade i Catalogue of Life.